# Forêt nationale de Fremont-Winema
La forêt nationale de Fremont-Winema est une forêt fédérale protégée située dans l'Oregon, aux États-Unis.

## Histoire
La forêt s'étend sur l'ancienne réserve indienne des Klamaths. Les autorités Klamaths travaillent aujourd'hui en collaboration avec les services de restauration de la forêt.
En 2013, l'association Oregon Natural Desert Association parvient à faire reconnaître par un juge de la cour fédérale que le Service des forêts des États-Unis est en violation de la Loi nationale sur l'environnement  et la National Forest Management Act en autorisant les troupeaux de vaches à brouter dans certaines zones de la forêt alors que de nouvelles plantes et espèces de mollusques rares y ont été récemment découvertes, ce qui doit mener à une protection plus ferme des zones concernées.

## Incendies
En juin 2017, les pompiers finissent par contenir un feu qui s'était répandu sur plus de 250km² autour de Mill Creek. En juillet 2018, un large feu de forêt provenant de Crater Lake park se propage à grande vitesse en direction de la forêt nationale de Fremont-Winema. Les pompiers décident des faire des "feux de barrage" pour reprendre le contrôle sur la propagation du feu. En mai 2019, un incendie se déclare dans la forêt. Il est vite contrôlé par les pompiers qui mettent en cause le climat dans cet incident.